# EXOSAT
Супутник Європейської рентгенівської обсерваторії (EXOSAT), спочатку названий HELOS — рентгенівський телескоп, який діяв з травня 1983 року по квітень 1986 року і за цей час зробив 1780 спостережень у рентгенівському діапазоні більшості класів астрономічних об’єктів, включаючи активні галактики, ядра, зоряні корони, катаклізмічні змінні, білі карлики, рентгенівські подвійні системи, скупчення галактик і залишки наднових.
Зважаючи на спочатку заплановані спостереження інструментами обсерваторії затемнень джерел Місяцем для їх найкращої локалізації була обрана високоапогейна орбіта з великим нахилом (практично перпендикулярна площині орбіти Місяця). Така орбіта дозволяла значно збільшити область неба, де джерела покриваються Місяцем. Завдяки такій орбіті (з орбітальним періодом близько 90 годин) обсерваторія провела багато безперервних спостережень великої довжини — до десятків годин, чим зробила великий внесок у вивчення довготривалої змінності як галактичних та позагалактичних об'єктів.
Цей супутник Європейського космічного агентства (ESA) для прямого наведення та спостереження за джерелами рентгенівського випромінювання за межами Сонячної системи з прямим наведенням на Місяць було запущено на дуже ексцентричну орбіту (апогей 200 000°). км, перигей 500 км) майже перпендикулярно Місяцю 26 травня 1983 року. 
Обладнання містить два низькоенергетичні телескопи (LEIT) з рентгенівською оптикою Wolter I (для діапазону енергій 0,04–2 кеВ), середньоенергетичний експеримент із використанням детекторів Ar/CO 2 і Xe/CO 2 (для 1,5– 50 кеВ), газовий сцинтиляційний спектрометр Xe/He (GSPC) (охоплює 2–80 кеВ) і перепрограмований бортовий комп’ютер обробки даних. Exosat був здатний спостерігати за об’єктом (у режимі прямого наведення) протягом до 80 годин і визначати джерела з точністю щонайменше 10 кутових секунд за допомогою LEIT і приблизно 2 кутових секунди за допомогою GSPC. 

## Історія EXOSAT
Протягом періоду з 1967 по 1969 рік Європейська організація космічних досліджень (ESRO) вивчала дві окремі місії: супутник Європейської рентгенівської обсерваторії, як комбіновану рентгенівську та гамма-обсерваторію (Cos-A), і гамма-випромінювання. обсерваторія (Cos-B). Cos-A було вилучено після початкового дослідження, а Cos-B було продовжено.Пізніше в 1969 році був запропонований окремий супутник (Hily Excentric Lunar Occultation Satellite - Helos). Місія Helos полягала в тому, щоб точно визначити розташування яскравих джерел рентгенівського випромінювання за допомогою методу затемнення Місяця.
У 1973 році до місії було додано обсерваторію, а Рада Європейського космічного агентства схвалила місію  для Helos, тепер перейменованого на Exosat.
Було вирішено, що обсерваторія має бути доступною для широкої спільноти, а не обмежуватися лише розробниками приладів, як це було у випадку з усіма попередніми науковими програмами ESA (ESRO). 
Це вперше в проєкті ESA призвело до підходу до фінансування та управління корисним навантаженням Агентства.  
Проєктування та розробка приладів стала спільною відповідальністю ESA та апаратних груп. У липні 1981 року ESA оприлюднило перше оголошення про можливість (AO) для участі в програмі спостереження Exosat для наукового співтовариства своїх держав-членів. До 1 листопада 1981 року, коли вікно AO було закрито, було отримано близько 500 пропозицій щодо спостереження. З них 200 були відібрані за перші дев'ять місяців роботи.  Exosat був першим космічним кораблем ESA, який мав на борту цифровий комп’ютер (OBC), головною метою якого була обробка наукових даних. Моніторинг і контроль космічних кораблів були другорядними. 
Щоб забезпечити підсистемі обробки даних виняткову гнучкість роботи, OBC і центральний термінальний блок можна було перепрограмувати під час польоту. Ця гнучкість значно перевищувала будь-який інший космічний корабель ESA, побудований до того часу.

## Супутникові операції
Кожна з трьох осей була стабілізована, а оптичні осі трьох наукових інструментів були вирівняні. Вхідні отвори наукових приладів були розташовані на одній стороні центрального корпусу. 
Після виходу на орбіту кришки, які закривають входи в ME та LEIT, були відкриті, щоб діяти як теплові екрани та екрани від розсіяного світла для телескопів та трекерів зірок відповідно.  Орбіта Exosat відрізнялася від будь-якого попереднього супутника рентгенівської астрономії. Щоб максимізувати кількість джерел, закритих Місяцем, була обрана дуже ексцентрична орбіта (e ~ 0,93) з періодом 90,6 години та кутом нахилу 73°. 
Початковий апогей становив 191 тис. км і перигей 350 км. Щоб перебувати за межами радіаційних поясів Землі, наукові прилади працювали понад ~50 тис. км, даючи до ~76 год на 90 год орбіти.  Не було потреби у будь-якому бортовому зберіганні даних, оскільки Exosat було видно з наземної станції у Віллафранці, Іспанія, практично протягом усього часу роботи наукових інструментів.

## Зовнішні посилання
- Рентгенівська обсерваторія ESA (EXOSAT at ESTEC, ESA) в Інтернеті
- Архів даних у Науковому архівному центрі астрофізики високих енергій НАСА (HEASARC)